# Сассарська мова
Сассарська мова (італ. Lingua sassarese; сассарі, туррітано) — належить до галлурського діалекту італо-далматинських мов романської групи індоєвропейської мовної сім'ї, поширена на острові Сардинія.

## Ареалмови
Сассарська поширена на півночному заході Сардинії, передусім у другому за величиною місті острова Сассарі, та у мініципалітетах Порто-Торрес, Сорсо, Стінтіно. 

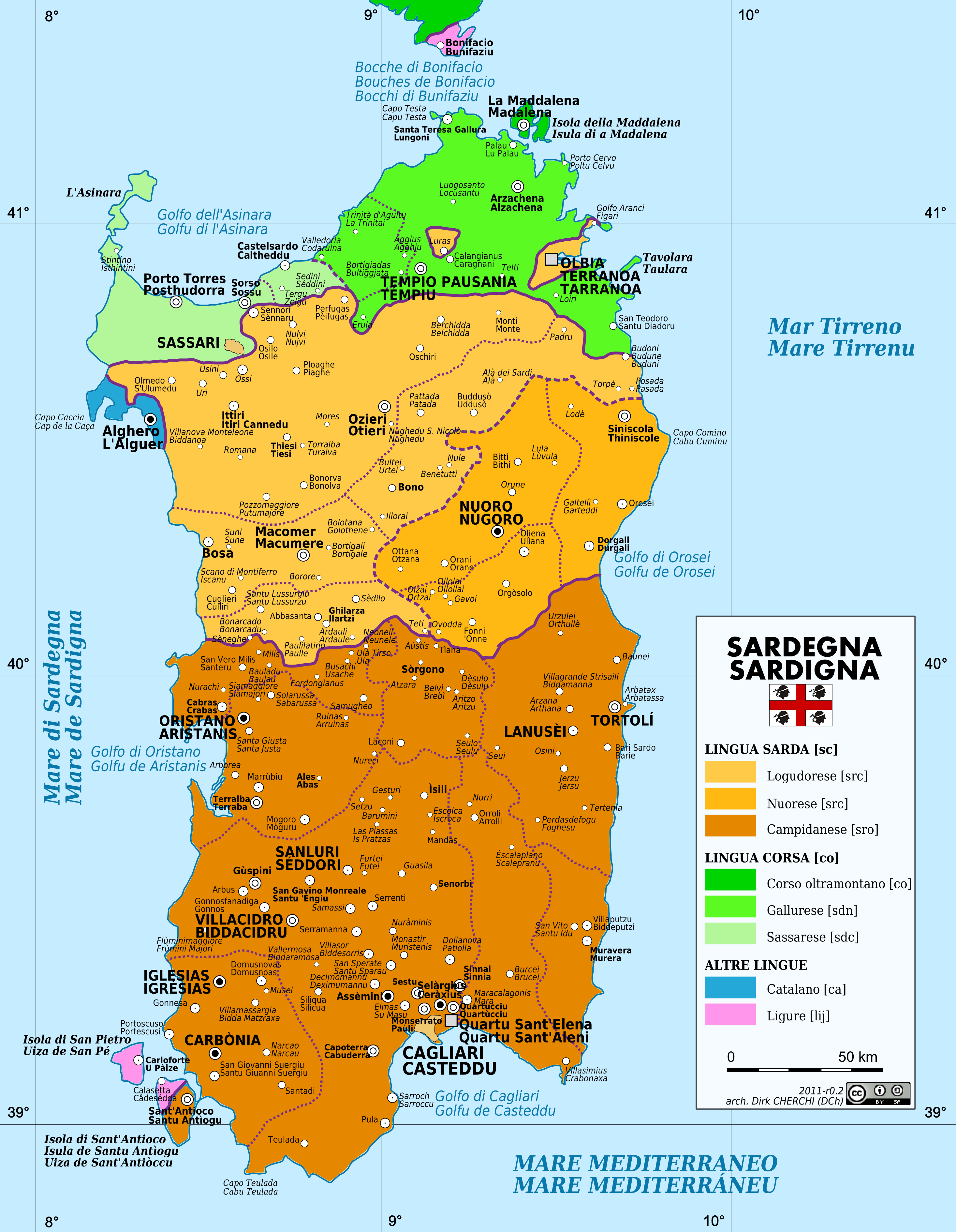

У мініципалітетах Валледорія, Кастельсардо, Терґу, Седіні поширений кастеланський діалект сассарської мови.
Станом на 1999 рік число мовців сасарської складало приблизно 100 тисяч осіб.
Сасарською написані твори письменників Помпео Кальвія, Сальваторе Рую, Джіан Паоло Баццоні та Джузеппе Тіротто. Також сассардською проводяться численні культурні, театральні та соціальні заходи.

## Історія
Виникла сасарська у XII — XIII столітті під час комунального руху в місті Сассарі як мова торгівлі, шляхом змішування тосканської,  ліґурійської та корсиканської мов.
Сасарська є свого роду перехідна форма між корсиканською та сардинською мовами. 
Незважаючи на значний вплив сардинської, що у першу чергу проявляється в області лексики та фонетики, все ж помітно, що сасарська є діасистема тосканського діалекту італійської мови. 
Є також низка лінгвістів, котрі вважає сассардську діалектом корсиканської мови.

## Статус
1997 року сассарській мові надано статус офіційної у Сардинії.